# Porfirije
 Ovo je glavno značenje pojma Porfirije. Za  patrijarha srpskog pogledajte Porfirije (patrijarh srpski).
Porfirije (lat. porphyria) su skupine od najmanje osam različitih bolesti koje se znatno razlikuju. To su grupe nasljednih ili stečenih bolesti koje karakterizira poremećaj enzima koji sudjeluju u biosintezi molekule hema, što rezultira nakupljanjem molekula prekursora porfirina ili porfirina u tijelu. Ovisno o tvari koja se nakuplja razlikuju se vrste porfirija.
Molekula hema nastaje vezanjem željeza za molekulu porfirina i važna je za mnoge biokemijske procese u tijelu. Najveći dio molekula hema nastaje u jetri i koštanoj srži, pa prema mjestu poremećaja, uobičajena je podjela porfirija na hepatičke porfirije i eritropoetske porfirije, iako porfirija može biti i "miješana", tj. poremećaj sinteze može biti prisutan i u jetri i u koštanoj srži.

## Povijest
Iako se zasluge za prvi opis bolesti pripisuju Hipokratu, bolest je biokemijski prvi objasnio Felix Hoppe-Seyler 1874.g., a akutne porfirije prvi je opisao nizozemski liječnik B.J. Stokvis 1889.g. Zbog mogućih simptoma porfirije - pojačane dlakavosti, ožiljaka, promjene boje kože, nakaznosti lica i prstiju, te stanjenje usana i uočljivijih očnjaka, pretpostavlja se kako su ovi bolesnici navodno mogli biti vukodlaci iz narodnih predaja. 
Porfirija se ponekad naziva "kraljevska bolest" jer se vjeruje da su brojni pripadnici britanske monarhije bolovali od nje.

## Patogeneza
Porfirin je glavni prekurosor hema, koji je esencijalan sastavni dio važnih tvari u tijelu kao što su npr. hemoglobin, mioglobin, enzimi katalaze ili perkosidaze. 
Poremećaj u proizvodnji porfirina dovodi do smanjenja količine hema. Međutim, veći značaj ima nakupljanje prekursora porfirina koji u povišenim koncentracijama imaju štetan učinak na razna tkiva u tijelu (npr. mogu uzrokovati neurološke smetnje ili kožne promjene). Prekursori se izlučuju 
stolicom ili urinom.

## Podjela porfirija
Porfirije se dijele prema enizmu u biosintezi porfirina, koji je poremećen. Sukladno tome dolazi do nakupljanja određenih prekursora i do pojave simptoma. Pojedini oblici se različito nasljeđuju (uglavnom svi autosomnodominantno, osim kongenitalne eritropetske porfirije i plumboporfirije, koji se nasljeđuju autosomnorecesivno)
Eritropetske porfirije:
- Kongenitalna eritropoetska porfirija
- Eritropoetska protoporfirija
- Eritropoetska koporfirija

Hepatičke profirije:
- Porfirija cutanea tarda
- Varijegatna porfirija
- Akutna intermitentna porfirija
- Hereditarna koprofirija
- Deficit ALA-dehidrataze (plumboporfirija)

## Simptomi
Ovisno o tipu porfirije oboljela osoba može imati različite simptome koji su pretežno neurološki i dermatološki. Simptomi su različitu i u intenzitetu, ovisno o obliku bolesti i o samom bolesniku. Kod pojedinih oblika različito je vrijeme prvog javljanja i trajanja simptoma. 

### Neurološki simptomi
Hepatičke porfirije uglavnom zahvaćaju živčani sustav što se prikazuje kao abdominalna bol, povraćanje, akutna neuropatija i mentalni poremećaji, anksioznost, depresija, paranoja i halucinacije. Porfirija može zahvatiti i autonomni živčani sustav što može uzrokovati srčane aritmije i tahikardiju. 
Zbog oštećenja živčanog tkiva u probavnom sustavu može doći i do konstipacije ili proljeva. 
Nisu svu oblici bolesti nasljedni, pa tako postoje pacijenti koji imaju porfiriju zbog određenih bolesti jetre, što se vrlo često manifestira žuticom.
Pojavu simptoma ili napadaj mogu potaknuti određeni lijekovi, dijeta ili gladovanje, hormoni ili stres.

### Kožne promjene u profiriji
Pojedni oblici porfirije mogu uzrokovati na koži razne promjene pod utjecajem sunčeve svjetlosti (fotoosjetljivost). Najčešće se radi o eritropoetskim porfirijama koje primarno zahvaćaju kožu i mogu uzrokovati bule, nekrozu kože ili zubnog mesa, svrbež, oticanje ili rast dlaka na pojedinim dijelovima tijela. 

## Dijagnoza
Analizom prekursore porfirina u stolici, urinu i krvi, može se zaključiti o obliku porfirije. Ovisno o deficitu enzima dolazi do nakupljanja različitih prekursora. 
Neki bolesnici između napada bolesti imaju normalne vrijednosti prekursora, pa je potrebno uzeti uzorke za vrijeme ili neposredno nakon napada.

## Vanjske poveznice
- Medicina.hr o porfiriji  Arhivirana inačica izvorne stranice od 27. ožujka 2009. (Wayback Machine)

|  | Molimo pročitajte upozorenje o korištenju medicinskih informacija. Ne provodite liječenje bez savjetovanja s liječnikom! |